# Heeresgruppe Mitte
Heeresgruppe Mitte war die Bezeichnung für zwei verschiedene Heeresgruppenkommandos des Heeres der Wehrmacht während des Zweiten Weltkrieges. Sie waren Oberkommando jeweils wechselnder Armeen sowie zahlreicher Spezialtruppen.

## Geschichte

### 1. Formation
Die erste Heeresgruppe Mitte entstand zu Beginn des Krieges gegen die Sowjetunion am 22. Juni 1941 durch Umbenennung der Heeresgruppe B. Sie war die stärkste der drei deutschen Heeresgruppen bei Beginn des Krieges gegen die Sowjetunion. Die Heeresgruppe Mitte unter Generalfeldmarschall Fedor von Bock bildete während der Aufmarschpläne und Planungen gegen die Sowjetunion das Zentrum. Sie umfasste die 9. Armee (Generaloberst Adolf Strauß), Panzergruppe 3 (Generaloberst Hermann Hoth), Panzergruppe 2 (Generaloberst Heinz Guderian) und die 4. Armee (Generalfeldmarschall Günther von Kluge), somit 930 Panzer und insgesamt 49 Divisionen. Ihr Auftrag lautete, den zentralen sowjetischen Verteidigungsriegel aufzubrechen und den Vormarsch auf der Autobahn Brest-Moskau zu gewährleisten. Während Generalfeldmarschall Walther von Brauchitsch einen direkten Angriff auf Moskau favorisierte, wurde dies von Hitler während dieser Phase des Krieges zunächst untersagt:

„Nur versteinerte Gehirne mit fossilen Auffassungen können sich von einer feindlichen Hauptstadt hypnotisieren lassen. Moskau ist nichts als ein Name. Die Zitadellen des Bolschewismus sind Leningrad und Stalingrad.“

Das Nahziel der Heeresgruppe Mitte lautete zunächst Smolensk; nach dessen Eroberung sollten neue Marschorders erfolgen.
Zunächst mit zwei Panzergruppen und zwei, später drei Armeen trat sie nördlich der Pripjetsümpfe zum Angriff auf die Sowjetunion an. Die Heeresgruppe Mitte war in die zentralen Kampfhandlungen des Deutsch-Sowjetischen Krieges verwickelt und hatte große sowjetische Verbände in Stärke von 38 Schützen-Divisionen, acht Kavallerie-Divisionen sowie 14 motorisierten Brigaden auf der gegnerischen Seite. Am 30. Juni 1941 fiel die Grenzstadt Brest-Litowsk.
Nach der Kesselschlacht bei Białystok und Minsk teilte sich die Heeresgruppe Mitte auf, wobei die Panzergruppe 3 gegen Witebsk und die Panzergruppe 2 in Richtung des Flusses Dnepr marschierte. Dabei traten zahlreiche Schwierigkeiten auf: Durch die sowjetische Strategie der „verbrannten Erde“ gab es kaum noch intakte logistische Strukturen; viele Ortschaften waren verwüstet und es mangelte an Wasser und Betriebsmitteln. Durch den aufgewirbelten Staub kam es zu vielen Ausfällen bei den Panzern und anderen Fahrzeugen. Mit Ausweitung der Front konnten kaum noch Ersatzteile für die Instandhaltung bereitgestellt werden.
Für den 10./11. Juli 1941 plante die Heeresgruppe Mitte die Dnepr-Überquerung an drei Stellen. Generalfeldmarschall Günther von Kluge erhielt neben seiner 4. Armee auch den Oberbefehl über die Panzergruppen 3 und 4; alle Reserven wurden zu einer 2. Armee unter Generaloberst von Weichs zusammengefasst. Am 10. Juli 1941 wurde der Dnjepr in der Nähe von Orscha mit Panzerkräften überquert, während die Vorhut der 2. Armee 120 Kilometer westlich an der weißrussischen Bjaresina stand. Nachdem 20 neue sowjetische Divisionen bei Gomel aufgestellt wurden, kam es zwischen ihnen und der 3. Panzer-Division im Raum Roslawl, sowie der 10. Panzer-Division und der SS-Division „Das Reich“ bei Mogilew zu schweren Kämpfen. Die 29. Infanterie-Division (mot.) eroberte Smolensk am 16. Juli 1941.
Am gleichen Tag eroberte das XXXXVI. Armeekorps (mot.) Jelnja. Wegen starker sowjetischer Gegenangriffe kam es dort eineinhalb Monate lang zu einem Stellungskrieg. Die sowjetische Führung konzentrierte zum Schutze der Marschroute nach Moskau 11 frische Divisionen – die 24. Armee (Generalmajor K. I. Rakutin) und die 43. Armee (Generalmajor D. M. Selesnjow) die den Wehrmachttruppen erhebliche Verluste zufügten. Hitler verbot den Panzertruppen weiter als bis zum Jelnjabogen vorzudringen, bis die Infanteriekorps der deutschen 4. Armee herangekommen waren. Zwischen Roslawl und Gomel konnte die Panzergruppe 2 zwischen dem 1. und 5. August 1941 starke Sowjetverbände aufreiben.
Am 19. Juli 1941 befahl Hitler trotz Protesten von Halder und von Brauchitsch mit der Weisung Nr. 33 die Reduzierung der Heeresgruppe Mitte; sie musste Panzerkräfte an die Heeresgruppen Nord und Süd abgeben. Hintergrund war eine Konzentration auf Leningrad und die rohstoffreiche Ukraine.
Das nächste Operationsziel war die sowjetische Hauptstadt Moskau. Für das am 2. Oktober 1941 anlaufende Unternehmen Taifun wurde die HG Mitte (GFM von Bock) wieder verstärkt: 47 Infanterie-Divisionen, eine Kavallerie-Division, 14 Panzer-Divisionen, neun motorisierte Divisionen, sechs Sicherungs-Divisionen und eine SS-Kavallerie-Brigade wurden auf einer 750 Kilometer breiten Frontlinie eingesetzt. Der deutsche Vormarsch verlief bis zu den Kesselschlachten von Wjasma und Brjansk noch erfolgreich, näherte sich auf etwa 40 km der Stadtgrenze von Moskau, wurde aber am 5./6. Dezember durch die sowjetische Gegenoffensive gestoppt und auf die Linie Newel-Rshew-Wjasma zurückgeworfen.
Nachdem auch die sowjetische Gegenoffensive Anfang 1942 zum Stehen gekommen war, verlagerte die deutsche Führung den Operationsschwerpunkt in den Südabschnitt der Ostfront, die Heeresgruppe (GFM von Kluge) deckte die Flanke der weiter südlich kämpfenden Armeen. Nach der Schlacht von Kursk im Juli 1943 wich die Heeresgruppe in harten Rückzugskämpfen bis Jahresende 1943 bis auf die alte sowjetische Westgrenze von 1939 zurück.
Nach einer kurzen Atempause wurden ihre geschwächten Armeen (von Nord nach Süd: 3. Panzerarmee, 4. Armee, 9. und 2. Armee), die eine weit überdehnte Frontlinie verteidigen mussten, von der sowjetischen Sommeroffensive 1944 in der Operation Bagration überrollt. Von 38 eingesetzten Divisionen wurden 28 zerschlagen; insgesamt wurden drei Armeen aufgerieben.
Die deutschen Verluste betrugen etwa 350.000 Mann, davon gerieten 158.000 in sowjetische Kriegsgefangenschaft.
Die 2. Armee, die als einzige Armee der Heeresgruppe Mitte nicht durch die sowjetischen Sommeroffensive 1944 zerschlagen war, zog sich über Pinsk und Brest-Litowsk in Richtung Warschau zurück, wo sie in weitere Kämpfe verwickelt wurde.

### Liste gefangener und getöteter Generäle der Heeresgruppe Mitte bei der Operation Bagration
- 3. Panzerarmee
  - LIII. Armeekorps General der Infanterie Gollwitzer – sowjetische Kriegsgefangenschaft
  - 246. Infanterie-Division Generalmajor Müller-Bülow – sowjetische Kriegsgefangenschaft
  - 4. Luftwaffen-Felddivision Generalleutnant Pistorius – gefallen
  - 6. Luftwaffen-Felddivision Generalleutnant Peschel – gefallen
  - 206. Infanterie-Division Generalleutnant Hitter – sowjetische Kriegsgefangenschaft
  - VI. Armeekorps General der Artillerie Pfeiffer – gefallen
  - 256. Infanterie-Division Generalmajor Wüstenhagen – gefallen

- 4. Armee
  - XXXIX. Panzerkorps General der Artillerie Martinek – gefallen
  - 110. Infanterie-Division Generalleutnant von Kurowski – sowjetische Kriegsgefangenschaft
  - 337. Infanterie-Division Generalleutnant Schünemann – gefallen
  - 12. Infanterie-Division Generalleutnant Bamler – sowjetische Kriegsgefangenschaft
  - 31. Infanterie-Division Generalleutnant Ochsner – sowjetische Kriegsgefangenschaft
  - XII. Armeekorps Generalleutnant Müller – sowjetische Kriegsgefangenschaft
  - 18. Panzergrenadier-Division Generalleutnant Zutavern – beging Suizid
  - 267. Infanterie-Division Generalleutnant Drescher – gefallen
  - 57. Infanterie-Division Generalleutnant Trowitz – sowjetische Kriegsgefangenschaft
  - XXVII. Armeekorps General der Infanterie Völckers – sowjetische Kriegsgefangenschaft
  - 78. Infanterie- und Sturmdivision Generalleutnant Traut – sowjetische Kriegsgefangenschaft
  - 260. Infanterie-Division Generalmajor Klammt – sowjetische Kriegsgefangenschaft

- 9. Armee
  - Höherer Pionierkommandeur – Generalmajor Schmidt – sowjetische Kriegsgefangenschaft
  - XXXV. Armeekorps Generalleutnant Freiherr von Lützow – sowjetische Kriegsgefangenschaft
  - 134. Infanterie-Division Generalleutnant Philipp – beging Suizid
  - 6. Infanterie-Division Generalmajor Heyne – sowjetische Kriegsgefangenschaft
  - 45. Infanterie-Division Generalmajor Engel – sowjetische Kriegsgefangenschaft
  - XXXXI. Panzerkorps Generalleutnant Hoffmeister – sowjetische Kriegsgefangenschaft
  - 36. Infanterie-Division Generalmajor Conrady – sowjetische Kriegsgefangenschaft

- Eingesetzte Reserven
  - 95. Infanterie-Division Generalmajor Michaelis – sowjetische Kriegsgefangenschaft
  - 707. Infanterie-Division Generalmajor Gihr – sowjetische Kriegsgefangenschaft
  - Panzergrenadier-Division „Feldherrnhalle“ Generalmajor von Steinkeller – sowjetische Kriegsgefangenschaft
  - Kampfkommandant des „festen Platzes“ Bobruisk Generalmajor Hamann – sowjetische Kriegsgefangenschaft

Von diesem Schlag konnte sich das Ostheer nicht mehr erholen, die Front erreichte im Spätsommer 1944 die Grenze Ostpreußens. Zwischen die Heeresgruppen Nord und Mitte schoben sich sowjetische Fronten. Der Zusammenbruch der Heeresgruppe Mitte war für die Wehrmacht dramatischer als die Schlacht von Stalingrad. Die Wehrmacht verlor ihre operative Handlungsfähigkeit.
Während der erbitterten Kämpfe in Ostpreußen wurde die Heeresgruppe Mitte am 25. Januar 1945 in Heeresgruppe Nord umbenannt. Ihre Verbände kämpften unter schweren Verlusten in Westpreußen und Pommern, die Reste der Truppen wurden von der Kriegsmarine aus den Ostseehäfen evakuiert.

### 2. Formation
Neu aufgestellt wurde die Heeresgruppe Mitte am 25. Januar 1945 nach dem Durchbruch der Roten Armee an der Weichsel durch die Umbenennung der Heeresgruppe A. Bei den Schlusskämpfen unterstanden der Heeresgruppe die 4. Panzerarmee im Raum Dresden – Görlitz, die 17. Armee an der südschlesischen Oderlinie und die nach Süden anschließende 1. Panzerarmee an den Höhenstellungen entlang Neisse – Jägerndorf – Ratibor – Mährisch Ostrau. Letztes Hauptquartier der Heeresgruppe war vom 28. März bis 9. Mai 1945 Bad Welchow im Reichsprotektorat Böhmen und Mähren. Die Kapitulation der letzten intakten Heeresgruppe des Dritten Reiches erfolgte vor der aus dem Osten angreifenden 1., 2. und 4. Ukrainischen Front der Sowjets. In einem Kessel nordöstlich Prag eingeschlossen, ging die gesamte Heeresgruppe in sowjetische Kriegsgefangenschaft, nachdem sich ihr Oberbefehlshaber Ferdinand Schörner in seinem Flugzeug abgesetzt hatte.

## Oberbefehlshaber
- 22. Juni 1941 Generalfeldmarschall Fedor von Bock
- 19. Dezember 1941 Generalfeldmarschall Günther von Kluge
- für kurze Zeit vor Weihnachten 1941: Oberst Günther Blumentritt
- 12. Oktober 1943 Generalfeldmarschall Ernst Busch
- 28. Juni 1944 Generalfeldmarschall Walter Model
- 16. August 1944 Generaloberst Georg-Hans Reinhardt
- 17. Januar 1945 Generalfeldmarschall Ferdinand Schörner

## Gliederung der Heeresgruppe
Heeresgruppen-Truppen
- Nachrichten-Regiment 537
- Nachrichten-Regiment 537 (2. Aufstellung)
- Volks-Artillerie-Korps 405

Unterstellte Großverbände
| Datum                           | Unterstellte Großverbände                                                    |
| ------------------------------- | ---------------------------------------------------------------------------- |
| Juni 1941                       | 9. Armee, 4. Armee                                                           |
| Juli 1941                       | Panzergruppe 3, 9. Armee, 4. Armee, Panzergruppe 2, z. Vfg. 2. Armee         |
| August 1941                     | Panzergruppe 3, 9. Armee, 2. Armee, Armeegruppe Guderian                     |
| September 1941                  | Panzergruppe 3, 9. Armee, 4. Armee, Panzergruppe 2, 2. Armee                 |
| Oktober 1941                    | 9. Armee, 4. Armee, 2. Panzerarmee, 2. Armee                                 |
| November 1941                   | 9. Armee, Panzergruppe 3, 4. Armee, 2. Panzerarmee, 2. Armee                 |
| Januar 1942                     | 9. Armee, 3. Panzerarmee, 4. Panzerarmee, 4. Armee, 2. Panzerarmee, 2. Armee |
| Februar 1942                    | 3. Panzerarmee, 9. Armee, 4. Panzerarmee, 4. Armee, 2. Panzerarmee           |
| Mai 1942                        | 9. Armee, 3. Panzerarmee, 4. Armee, 2. Panzerarmee                           |
| Januar 1943                     | LIX. AK, 9. Armee, 3. Panzerarmee, 4. Armee, 2. Panzerarmee                  |
| Februar 1943                    | 3. Panzerarmee, 9. Armee, 4. Armee, 2. Panzerarmee                           |
| März 1943                       | 3. Panzerarmee, 9. Armee, 4. Armee, 2. Panzerarmee, 2. Armee                 |
| April 1943                      | 3. Panzerarmee, 4. Armee, 2. Panzerarmee, 2. Armee, z. Vfg. 9. Armee         |
| Juli 1943                       | 3. Panzerarmee, 4. Armee, 2. Panzerarmee, 9. Armee, 2. Armee                 |
| September 1943                  | 3. Panzerarmee, 4. Armee, 9. Armee, 2. Armee                                 |
| November 1943                   | 3. Panzerarmee, 4. Armee, 9. Armee, 2. Armee, Wehrmachtbefehlshaber Ostland  |
| Januar 1944                     | 3. Panzerarmee, 4. Armee, 9. Armee, 2. Armee                                 |
| Juli 1944                       | 3. Panzerarmee, 4. Armee, 2. Armee, z. Vfg. 9. Armee                         |
| August 1944                     | 3. Panzerarmee, 4. Armee, 2. Armee, IV. SS-Panzerkorps                       |
| Januar 1945                     | 3. Panzerarmee, 4. Armee, 2. Armee                                           |
| Weiter siehe Heeresgruppe Nord* |                                                                              |
| Februar                         | 4. Panzerarmee, 17. Armee, 1. Panzerarmee                                    |
| Mai                             | 7. Armee, 4. Panzerarmee, 17. Armee, 1. Panzerarmee                          |

* Umbenennung der Heeresgruppe A in Heeresgruppe Mitte und Heeresgruppe Mitte in Heeresgruppe Nord

## Zusammensetzung der Heeresgruppe Mitte am 15. Juni 1944
3. Panzerarmee
- IX. Armeekorps: 252. Infanterie-Division, Korpsabteilung D
- LIII. Armeekorps: 246. Infanterie-Division, 206. Infanterie-Division, 4. Luftwaffen-Felddivision, 6. Luftwaffen-Felddivision
- VI. Armeekorps: 197. Infanterie-Division, 299. Infanterie-Division, 256. Infanterie-Division, als Reserve 95. Infanterie-Division

4. Armee
- XXVII. Armeekorps: 78. Infanterie-Division, 25. Panzergrenadier-Division, 260. Infanterie-Division, 14. Infanterie-Division (mot.)
- XXXIX. Armeekorps: 110. Infanterie-Division, 337. Infanterie-Division, 12. Infanterie-Division, als Reserve: Panzergrenadier-Division Feldherrnhalle
- XII. Armeekorps: 18. Panzergrenadier-Division, 267. Infanterie-Division, 57. Infanterie-Division

9. Armee
- XXXV. Armeekorps: 134. Infanterie-Division, 45. Infanterie-Division, 296. Infanterie-Division, 6. Infanterie-Division, 383. Infanterie-Division,
- XXXXI. Panzerkorps: 36. Infanterie-Division (mot.), 35. Infanterie-Division, 129. Infanterie-Division
- LV. Armeekorps: 292. Infanterie-Division, 102. Infanterie-Division[9]